# Völkner (Familienname)
Völkner bzw. Voelkner ist ein deutscher Familienname.

## Herkunft und Bedeutung
Der Familienname Völkner ist aus einer Erweiterung von Volk(en), abgeleitet vom germanischen Rufnamen Fulko, mit dem patronymischen Suffix -er hervorgegangen und bedeutet „Nachfahre von Volko (Fulko)“.

## Namensträger
- Angelika Voelkner (1939–2018), deutsche Schauspielerin
- Benno Voelkner (1900–1974), deutscher Schriftsteller
- Brian Völkner (* 1992), deutscher Schauspieler
- Christian Friedrich von Völkner (1728–1796), preußisch-russischer Übersetzer und Historiker
- Christian Friedrich Voelkner (1831–1905), deutscher Orgelbauer in Hinterpommern
- Christoph Völkner (1587–1654), Ratsherr und Richter im Herzogtum Preußen
- Carl Sylvius Völkner (um 1819–1865), deutscher Missionar in Neuseeland
- Floris Völkner (* 1976), deutscher Hockeyspieler
- Friedrich von Völkner (1802–1877), russischer Bergbauingenieur
- Georg Völkner (1595–1664), deutscher Gymnasiallehrer und Autor theologischer Schriften
- Gerhard Völkner (* 1925), deutscher Gewerkschafter
- Hans Voelkner (1928–2002), DDR-Agent und Widerstandskämpfer
- Iris Völkner (* 1960), deutsche Ruderin
- Joachim Völkner (1949–1986), deutscher Maler
- Käte Voelkner (1906–1943), deutsche Widerstandskämpferin in der Résistance
- Nikolai August Wilhelm von Völkner (1817–1878), russischer Bergbauingenieur
- Paul Voelkner (um 1870–nach 1945), deutscher Orgelbauer in Dünnow/Hinterpommern und Bromberg/Westpreußen
- Paul Iwanowitsch von Völkner (1810–1862), russischer Schulinspektor und Leiter der Ochrana in Warschau
- Wladimir Michailowitsch von Völkner (1870–1945), russischer Finanzbeamter (Wirklicher Staatsrat) und Handelsattaché der russischen Botschaft in Bern
- Wladimir Iwanowitsch von Völkner (1805–1871), russischer Generalleutnant
- Wolfgang Voelkner (1933–2025), deutscher Ingenieur und Hochschullehrer

## Anderssprachige Varianten
- Felkner (polonisierte[2], russifizierte (siehe Adelsgeschlecht Völkner) und amerikanisierte[3] Variante)
- Felknor[3]
- Feltner[3]
- Folkner[2][3]